# Nejc Gazvoda
Nejc Gazvoda, slovenski pisatelj, režiser in scenarist, * 5. junij 1985, Novo mesto.

## Življenje
Gimnazijo je obiskoval v Novem mestu. Diplomiral je iz filmske režije na Akademiji za gledališče, radio, film in televizijo na Univerzi v Ljubljani.
V preteklosti je bil pod psevdonimom Kontejnerus poznan tudi kot redni uporabnik spletnega portala Joker Mn3njalnik, kjer pa se ne udejstvuje več.
Od začetka sezone 2019/20 je zaposlen kot dramaturg pri Drama SNG Maribor.

## Delo
Že v osmem razredu je veliko objavljal v šolskem glasilu Najča. Kot gimnazijec je napisal zbirko kratkih zgodb Vevericam nič ne uide, ki je bila leta 2004 nominirana za najboljši literarni prvenec. Zanjo je prejel nagrado zlata ptica liberalne akademije 2005 in nagrado za najboljšo zbirko kratke proze, Dnevnikovo fabulo 2006. Nato je leta 2006 izdal roman Camera obscura, ki je bil nominiran za nagrado kresnik za najboljši roman, za njim pa še zbirko kratkih kratkih zgodb z naslovom Fasunga. Leta 2008 je izšel njegov drugi roman z naslovom Sanjajo tisti, ki preveč spijo, leta 2009 pa še roman V petek so sporočili, da bo v nedeljo konec sveta. Druge literarne izdelke objavlja v literarni reviji Rast.
Je diplomant filmske režije na Akademiji za gledališče, radio, film in televizijo v Ljubljani. Njegov študentski film je Bordo rdeča (2007), diplomski film pa Skrbnik (2008). Pri TV režiji je režiral študijsko TV dramo Kot dva polža (2007) in diplomsko TV dramo Merica sreče (2008), za katero je prejel akademijsko Prešernovo nagrado. Njegov dramski tekst Gugalnica je na oder postavil režiser Janez Lapajne (pri njegovem filmu Osebna prtljaga je bil Gazvoda soscenarist). Istoimenska predstava je bila sprejeta v spremljevalni program tedna slovenske drame, sam pa je režiral lutkovno predstavo Železna gora, ki je bila sprejeta na festival Bober. Sodeluje s komponistko Nino Šenk, ki po njegovem libretu piše mladinsko opero. Za scenarij za kratek film z naslovom Čisto lahko je prejel Grossmanovo nagrado. Leta 2011 je doživel premiero njegov celovečerni prvenec Izlet.
Gazvoda spada med najmlajše predstavnike sodobnega slovenskega pripovedništva. V svojih delih se na prvoosebni način ukvarja z vsakdanjo bivanjsko problematiko svojih vrstnikov.

## Literarna dela

### Proza
- Vevericam nič ne uide (2004)
- Camera obscura (2006)
- Sanjajo tisti, ki preveč spijo (2007)
- Fasunga (2007)
- V petek so sporočili, da bo v nedeljo konec sveta (2009)

### Dramatika
- Gugalnica (2007)
- Divjad (2013)
- Menjava straže (2014)
- Vranja vrata (2016)
- Čakalnica (2018)
- Tih vdih (2018)
- Mostovi in bogovi (2019) - po motivih zgodb Toneta Partljiča

## Filmografija
- Kot ptič, kratki dokumentarec (2006) - scenarist in režiser
- Bordo rdeča, kratki igrani film (2007) - scenarist in režiser
- Skrbnik, diplomski kratki igrani film (2008) - scenarist in režiser
- Osebna prtljaga, celovečerni film (2009) - soscenarist
- Smehljaji, srednje-metražni igrani film (2010) - scenarist
- Izlet, celovečerni igrani prvenec (2011) - scenarist, scenograf, montažer in režiser
- Dvojina, celovečerni film (2013) - režiser in soscenarist (z Janezom Lapajnetom)
- Vzornik, celovečerni film (2023) - režiser